# Копривщица (град Пирот)
 Тази статия е за селото в Сърбия.  За възрожденския град-музей вижте Копривщица.  
Копривщица (на сръбски: Копривштица или Koprivštica), е село в община Пирот, Пиротски окръг, Сърбия. През 2002 г. населението му е 67 души, докато през 1991 е било 117 души.
Според преброяването от 2011 г. населението му намалява на 45 жители.